# Grande Incêndio de Londres

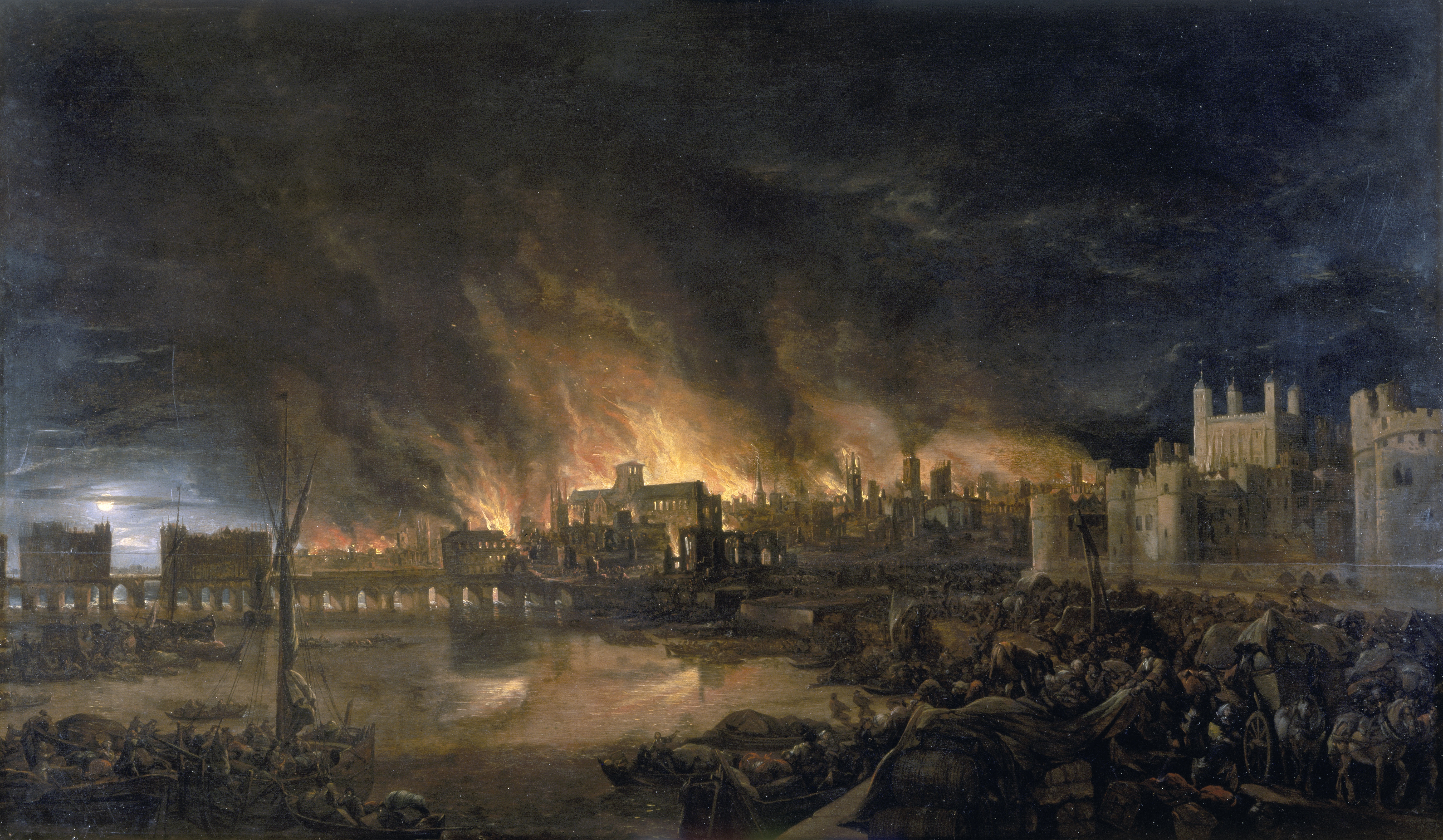
O Grande Incêndio de Londres, retratado por um pintor desconhecido (1675), como teria sido visto de um barco próximo de Tower Wharf na noite de sábado, 4 de setembro de 1666. À esquerda, está a London Bridge; à direita, a Torre de Londres. Ao fundo, a antiga Catedral de São Paulo é visível, cercada pelas chamas mais altas

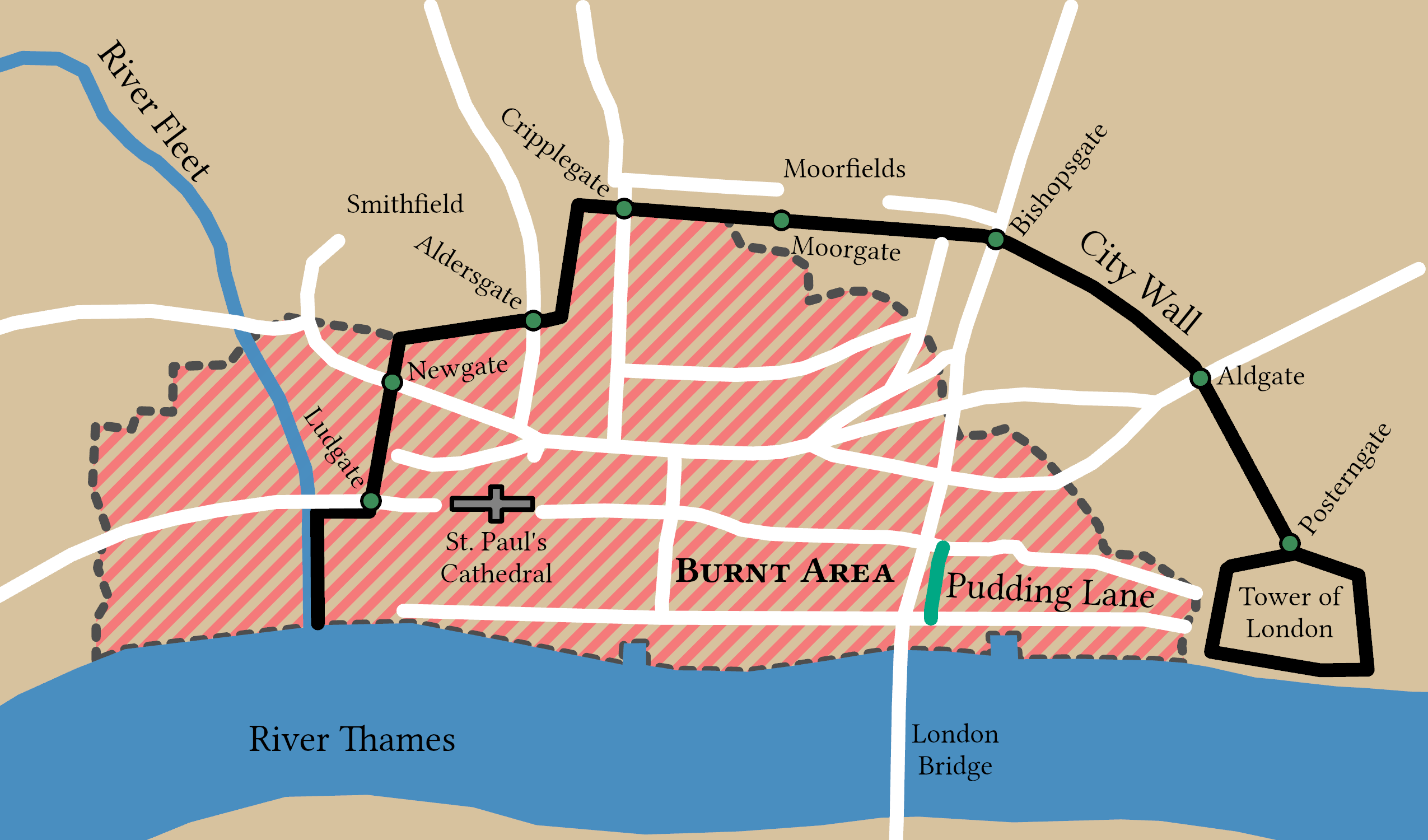
O centro de Londres em 1666, com a área queimada destacada em rosa e delineada por linhas tracejadas (a origem em Pudding Lane é marcada por uma linha verde)

O Grande Incêndio de Londres foi um desastre de grandes proporções que devastou o centro de Londres entre domingo, 2 de setembro, e quinta-feira, 6 de setembro de 1666. Ele destruiu a cidade medieval de Londres, localizada dentro da antiga muralha romana, estendendo-se também para além dessa área, em direção ao oeste. O número de mortes é geralmente considerado relativamente baixo, embora alguns historiadores questionem essa visão.
O incêndio começou numa padaria na Pudding Lane pouco depois da meia-noite de domingo, 2 de setembro, e se espalhou rapidamente. O uso da principal técnica de combate a incêndios da época, a criação de barreiras corta-fogo por meio da remoção de estruturas no caminho do fogo, foi criticamente retardado devido à indecisão do prefeito, Sir Thomas Bloodworth. Quando as demolições em grande escala foram finalmente ordenadas na noite de domingo, o vento já havia transformado o incêndio da padaria num incêndio incontrolável que impediu tais medidas. O fogo avançou para o norte na segunda-feira, atingindo o coração da cidade. A ordem nas ruas foi quebrada, com rumores surgindo sobre estrangeiros suspeitos de iniciar incêndios. Os temores dos desabrigados focaram-se nos franceses e holandeses, inimigos da Inglaterra na Segunda Guerra Anglo-Holandesa, e esses grupos imigrantes substanciais tornaram-se vítimas de violência nas ruas. Na terça-feira, o incêndio se espalhou por quase toda a cidade, destruindo a Catedral de São Paulo e atravessando o rio Fleet, ameaçando a corte de Carlos II em Whitehall. Esforços coordenados de combate ao incêndio começaram a ser realizados simultaneamente. A batalha para apagar o fogo é considerada ter sido vencida por dois fatores-chave: o vento forte do leste diminuiu, e a guarnição da Torre de Londres usou pólvora para criar corta-fogos eficazes, interrompendo a propagação do incêndio para o leste. Os problemas sociais e econômicos causados pelo desastre foram avassaladores. A fuga de Londres e o assentamento em outros locais foram fortemente incentivados por Carlos II, que temia uma rebelião em Londres entre os refugiados despossuídos. Vários planos para reconstruir a cidade foram propostos, alguns deles bastante radicais. Após o incêndio, Londres foi reconstruída com base no mesmo plano de ruas medievais, o qual ainda existe hoje.

## Londres na década de 1660
Durante a década de 1660, Londres era de longe a maior cidade da Grã-Bretanha e a terceira maior do mundo ocidental, estimada em 300 000 a 400 000 habitantes. John Evelyn, contrastando Londres com a magnificência barroca de Paris em 1659, chamou-a de uma "congestão de casas de madeira, do norte e não artificiais". Por "não artificiais", Evelyn queria dizer não planejada e improvisada, resultado do crescimento orgânico e da expansão urbana não regulamentada. Londres havia sido um assentamento romano por quatro séculos e havia se tornado progressivamente mais congestionada dentro da sua muralha defensiva. Ela também se expandiu para além da muralha em assentamentos extramuros como Shoreditch, Holborn, Cripplegate, Clerkenwell e Southwark, e os Inns of Court. Para o oeste, alcançou a Strand até o Palácio Real e a Abadia de Westminster.
No final do século XVII, a cidade propriamente dita — a área limitada pelas muralhas da cidade e pelo rio Tâmisa — era apenas uma parte de Londres, cobrindo cerca de 700 acres (2,8 km²; 1,1 milhas²), e abrigava cerca de 80 000 pessoas, ou um quarto da população de Londres. A cidade era cercada por um anel de subúrbios internos, onde a maioria dos londrinos morava. Ela era, então como hoje, o centro comercial da capital, sendo o maior mercado e o porto mais movimentado da Inglaterra, dominada pelas classes comerciais e industriais. A cidade era congestionada, poluída e insalubre, especialmente após ser atingida por um surto devastador de peste bubônica no Ano da Peste de 1665.

A relação entre a cidade e a Coroa era frequentemente tensa. A cidade de Londres havia sido um bastião do republicanismo durante a Guerra Civil Inglesa (1642–1651), e a capital, rica e economicamente dinâmica, ainda tinha o potencial de ser uma ameaça para Carlos II, como demonstrado por várias revoltas republicanas em Londres no início da década de 1660. Os magistrados da cidade pertenciam à geração que lutou na Guerra Civil e podiam se lembrar de como a tentativa de Carlos I de conquistar o poder absoluto levou ao trauma nacional. Eles estavam decididos a frustrar quaisquer tendências semelhantes no seu filho, e quando o Grande Incêndio ameaçou a City, recusaram as ofertas de Carlos de soldados e outros recursos. Mesmo numa emergência como essa, a ideia de ordenar que as impopulares tropas reais entrassem na City era um risco político. Quando Carlos assumiu o comando do ineficaz Lord Mayor, o fogo já estava fora de controle.

A cidade era essencialmente medieval no seu plano de ruas, um labirinto superlotado de estreitas e sinuosas vielas de paralelepípedos. Ela havia enfrentado vários grandes incêndios antes de 1666, sendo o mais recente em 1633. A construção com madeira e o telhamento com palha haviam sido proibidos por séculos, mas esses materiais baratos continuaram a ser usados. A única área significativa construída com tijolos ou pedra era o centro rico da cidade, onde as mansões dos mercadores e corretores estavam em amplos lotes, cercadas por um anel interno de paróquias mais pobres e superlotadas, nas quais todo o espaço disponível para construção era utilizado para acomodar a população em rápido crescimento.

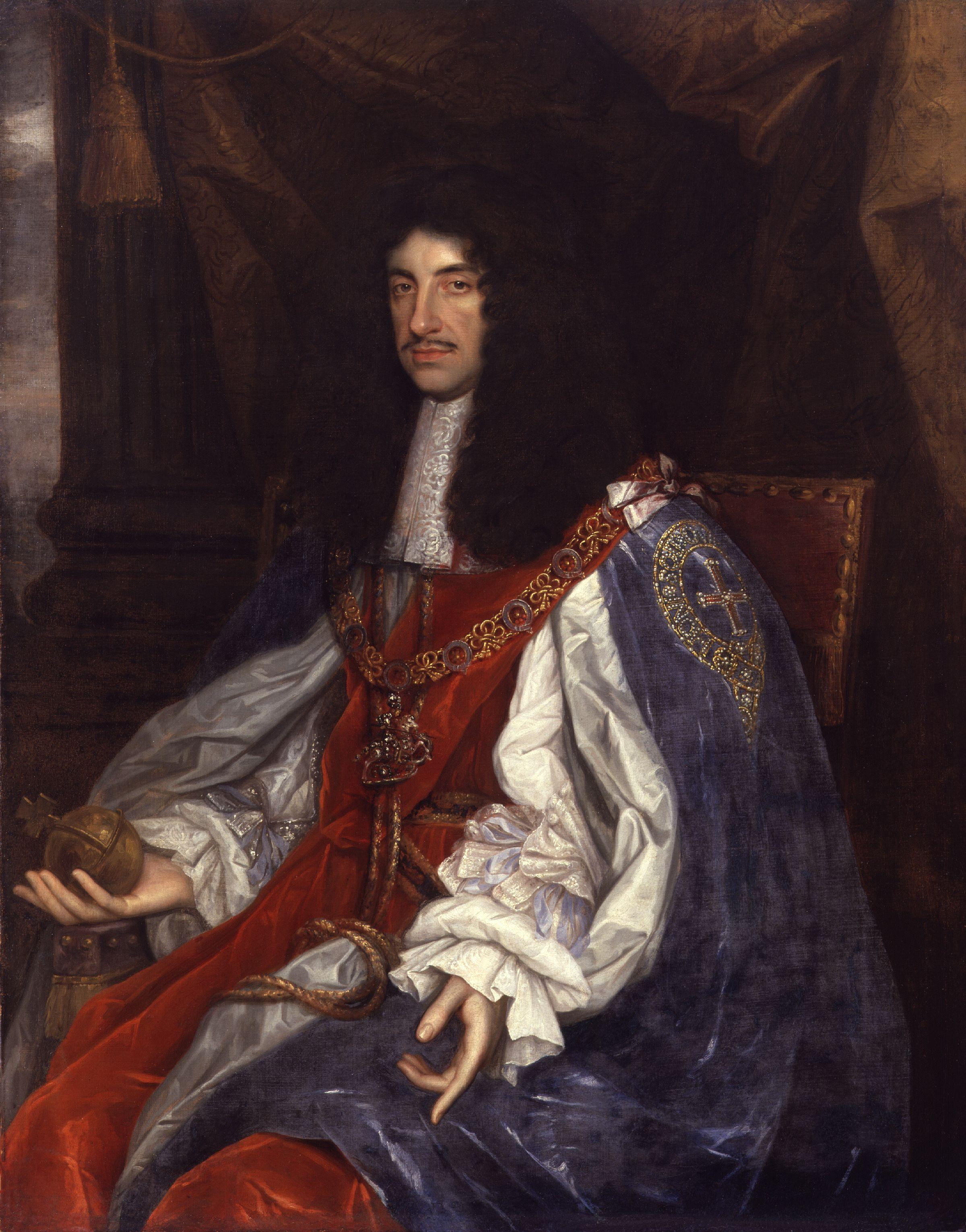
Rei Carlos II

As habitações humanas estavam superlotadas, e o seu design aumentava o risco de incêndio. As típicas casas de condomínio londrinas de vários andares, construídas com madeira, possuíam "salientes" (andares superiores projetados para fora). Elas tinham uma base estreita no nível do solo, mas maximizavam o uso do terreno "invadindo" a rua com o aumento gradual do tamanho dos seus andares superiores. O risco de incêndio era bem percebido quando os salientes superiores quase se encontravam nas estreitas vielas — "assim como facilita a conflagração, também dificulta o remédio", escreveu um observador. Em 1661, Carlos II emitiu uma proclamação proibindo janelas e salientes que projetassem para fora, mas isso foi amplamente ignorado pelo governo local. A próxima mensagem mais enfática de Carlos, em 1665, alertava para o risco de incêndio devido à estreiteza das ruas e autorizava tanto a prisão de construtores recalcitrantes quanto a demolição de edifícios perigosos. Também teve pouco impacto.
A orla do rio foi importante no desenvolvimento do Grande Incêndio. O Tâmisa ofereceu água para o combate ao incêndio e a possibilidade de fuga de barco, mas os bairros mais pobres ao longo da orla tinham armazéns e adegas de materiais combustíveis, o que aumentava o risco de incêndio. Ao longo dos cais, as precárias habitações de madeira e barracos de papel betumado dos pobres estavam amontoadas entre "velhos edifícios de papel e a matéria mais combustível, como alcatrão, breu, cânhamo, resina e linho, que estavam todos armazenados nas imediações". Londres também estava cheia de pólvora preta, especialmente ao longo da orla, onde os comerciantes de navios enchiam barris de madeira com os seus estoques. Grande parte dela foi deixada nas casas de cidadãos privados desde os tempos da Guerra Civil Inglesa. Cinco a seiscentas toneladas de pólvora eram armazenadas na Torre de Londres.
A alta muralha romana que cercava a cidade dificultava a fuga do inferno, restringindo a saída a oito portões estreitos. Nos primeiros dias, poucas pessoas tinham a ideia de abandonar completamente a cidade em chamas. Elas retiravam o que podiam carregar dos seus pertences para uma área mais segura; algumas moviam os seus bens e a si mesmas "quatro ou cinco vezes" num único dia. A percepção da necessidade de sair para além das muralhas só se enraizou no final da segunda-feira, e então ocorreram cenas de quase pânico nos portões, enquanto os refugiados desesperados tentavam sair com os seus pacotes, carroças, cavalos e carruagens.
O fator crucial que frustrou os esforços de combate ao fogo foi a estreiteza das ruas. Mesmo em circunstâncias normais, a mistura de carruagens, carroças e pedestres nas vielas apertadas estava sujeita a frequentes engarrafamentos e acidentes. Os refugiados que escapavam para fora, afastando-se do centro da destruição, foram bloqueados por soldados que tentavam manter as ruas livres para os bombeiros, causando ainda mais pânico.

### Combate a incêndios no século XVII

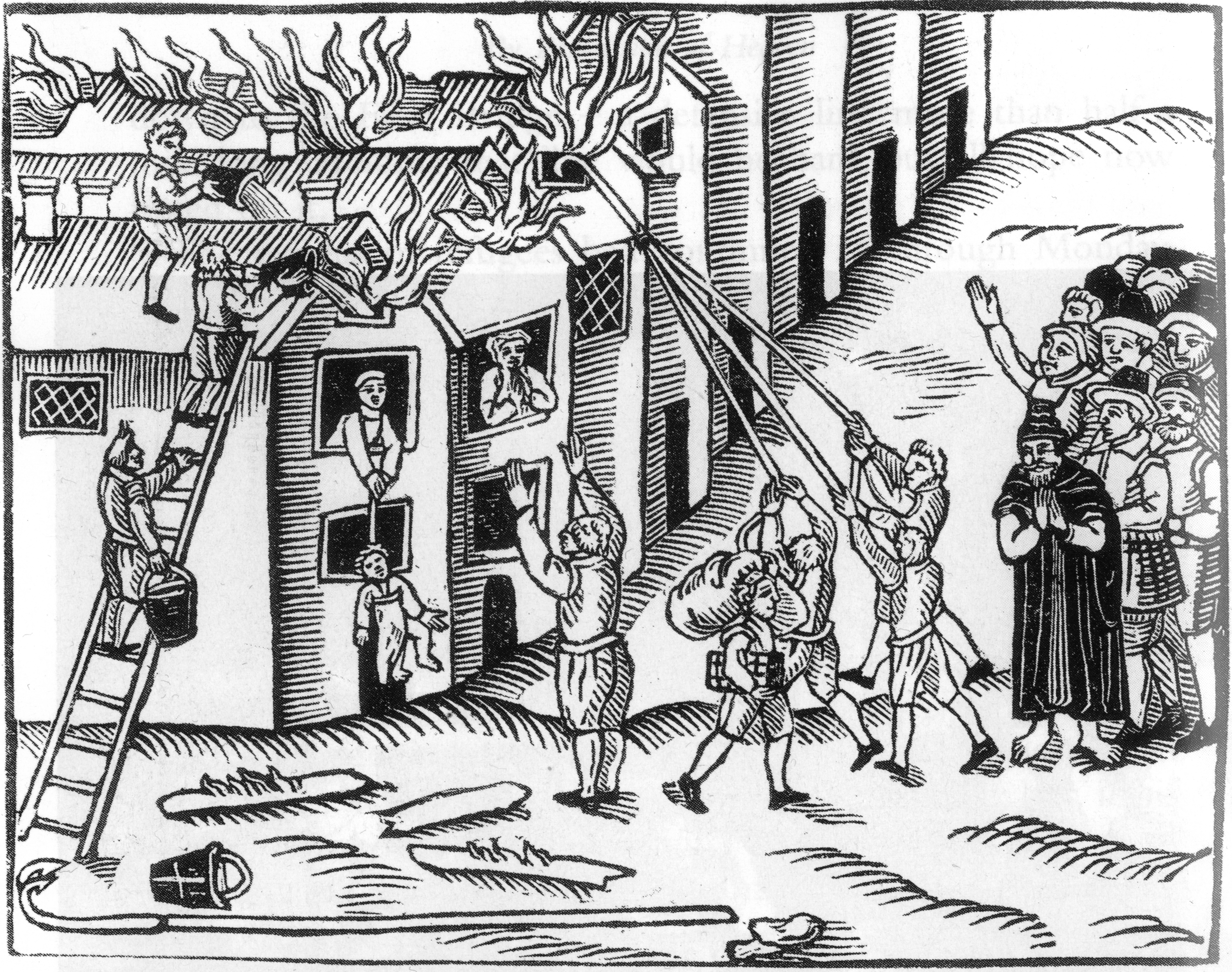
"Gancho de fogo" usado no combate a um incêndio em Tiverton, Devon, Inglaterra, 1612

Os incêndios eram comuns na cidade lotada, construída em madeira, com suas lareiras abertas, velas, fornos e estoques de materiais combustíveis. Mil vigias, conhecidos como "sinos-noturnos", patrulhavam as ruas à noite, sendo a detecção de incêndios uma das suas funções. Procedimentos comunitários autônomos estavam estabelecidos para lidar com incêndios e geralmente eram eficazes. Os "cidadãos de espírito público" eram alertados sobre um incêndio perigoso numa casa pelo toque abafado dos sinos das igrejas, reunindo-se rapidamente para combater as chamas.
Os métodos de combate a incêndios baseavam-se em demolições e no uso de água. Por lei, cada igreja paroquial era obrigada a manter equipamentos para essas ações: escadas longas, baldes de couro, machados e "ganchos de incêndio" usados para derrubar edificações. Às vezes, os prédios eram demolidos de forma rápida e eficaz por meio de explosões controladas de pólvora. Esse método drástico de criar cortinas de fogo foi usado com mais frequência nos estágios finais do Grande Incêndio, e historiadores modernos acreditam que, combinado com a diminuição do vento, foi o que finalmente conteve a destruição. Derrubar casas na direção do vento de um incêndio perigoso costumava ser uma maneira eficaz de conter o avanço das chamas, utilizando ganchos de incêndio ou explosivos. Contudo, dessa vez, as demolições foram fatalmente atrasadas por horas devido à falta de liderança do Lord Mayor e a sua falha em emitir as ordens necessárias.
O uso de água para extinguir o incêndio foi dificultado. Em princípio, a água estava disponível por meio de um sistema de tubulações de olmo que abastecia 30 000 casas por meio de uma torre d'água elevada em Cornhill, alimentada pelo rio na maré alta, e também por um reservatório de água das nascentes de Hertfordshire, em Islington. Era muitas vezes possível abrir um cano próximo a um edifício em chamas e conectá-lo a uma mangueira para borrifar água no fogo ou encher baldes. Além disso, o local onde o incêndio começou era próximo ao rio: todas as vielas entre o rio e a padaria, bem como os edifícios vizinhos, deveriam ter sido ocupadas por correntes humanas de bombeiros passando baldes de água até o fogo e retornando ao rio para reabastecê-los. No entanto, isso não ocorreu, pois os habitantes entraram em pânico e fugiram. As chamas avançaram em direção à margem do rio e incendiaram as rodas d'água sob a Ponte de Londres, eliminando o fornecimento de água canalizada.
Londres possuía tecnologia avançada de combate a incêndios na forma de carros de bombeiros, que já haviam sido usadas em incêndios de grande escala anteriores. No entanto, ao contrário dos úteis ganchos de fogo, essas bombas grandes raramente se mostraram flexíveis ou funcionais o suficiente para fazer uma diferença significativa. Apenas algumas possuíam rodas; outras eram montadas em trenós sem rodas. Elas precisavam ser transportadas por longas distâncias, geralmente chegavam tarde demais e tinham alcance limitado, com bicos, mas sem mangueiras de distribuição. Nesta ocasião, um número desconhecido de bombas foi levado por rodagem ou arrasto pelas ruas. Os bombeiros tentaram posicionar as bombas próximas ao rio para encher seus reservatórios, mas várias delas caíram no Tâmisa. O calor das chamas, àquela altura, já era intenso demais para que as bombas restantes conseguissem operar a uma distância útil.

## Desenvolvimento do fogo

### Domingo

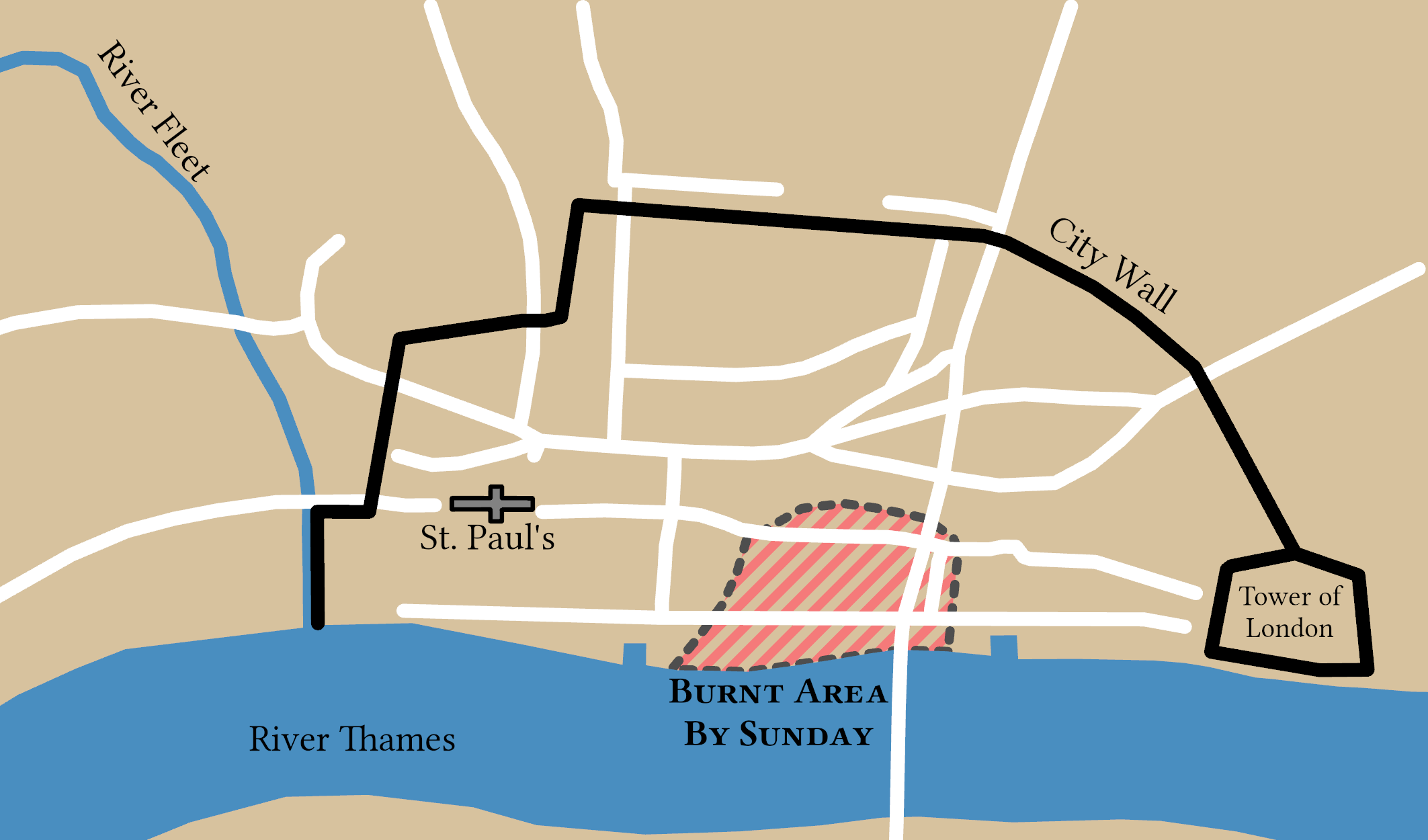
Danos aproximados até a noite de domingo, 2 de setembro, delimitados por linhas tracejadas (a origem em Pudding Lane é a pequena estrada vertical na área de dano no canto inferior direito)

Um incêndio começou na padaria de Thomas Farriner, em Pudding Lane, pouco depois da meia-noite de domingo, 2 de setembro. A família ficou presa no andar superior, mas conseguiu escapar pela janela para a casa vizinha, com exceção de uma empregada doméstica que, com muito medo de tentar, tornou-se a primeira vítima do desastre. Os vizinhos tentaram ajudar a apagar o fogo; após uma hora, os policiais da paróquia chegaram e concluíram que seria melhor demolir as casas vizinhas para evitar a propagação. Os moradores protestaram, e o Lord Mayor Sir Thomas Bloodworth foi chamado para dar a sua permissão.
Quando Bloodworth chegou, as chamas já consumiam as casas vizinhas e avançavam em direção aos armazéns e depósitos inflamáveis na margem do rio. Os bombeiros mais experientes clamavam pela demolição das edificações, mas Bloodworth recusou, alegando que a maioria dos imóveis era alugada e os proprietários não podiam ser encontrados. Em geral, acredita-se que Bloodworth tenha sido nomeado Lord Mayor mais como um subordinado submisso do que por possuir as habilidades necessárias para o cargo. Ele entrou em pânico diante da emergência repentina e, pressionado, proferiu a famosa frase: "Uma mulher poderia apagar isso urinando", e foi embora. Jacob Field observa que, embora Bloodworth "seja frequentemente responsabilizado pelos contemporâneos (e também por alguns historiadores posteriores) por não conter o incêndio nos seus estágios iniciais... havia pouco que ele pudesse ter feito", considerando o estado limitado da expertise em combate a incêndios e as implicações sociopolíticas das medidas antifogo naquela época.
Na manhã de domingo, Samuel Pepys subiu à Torre de Londres para observar o incêndio a partir das muralhas. Ele registrou no seu diário que o vento leste havia transformado o fogo numa conflagração. Aproximadamente 300 casas haviam sido queimadas, e o fogo alcançara a margem do rio. As casas na Ponte de Londres estavam em chamas. Ele pegou um barco para inspecionar a destruição em Pudding Lane de perto e descreveu um "incêndio lamentável", onde "todos tentavam remover os seus pertences, jogando-os no rio ou levando-os para embarcações próximas; pessoas pobres permaneciam nas suas casas até que o fogo as tocasse e, então, corriam para os barcos ou escalavam de uma escada à beira do rio para outra".
Pepys seguiu rio acima até a corte em Whitehall, "onde as pessoas me cercaram, e ao dar-lhes o meu relato, ficaram todas alarmadas, e a notícia foi levada ao rei. Fui então chamado para relatar ao rei e ao duque de York o que vi, dizendo que, a menos que Sua Majestade ordenasse que as casas fossem demolidas, nada poderia deter o fogo. Pareciam muito preocupados, e o rei ordenou que eu fosse até o Lord Mayor no seu nome, ordenando que não poupasse nenhuma casa, mas que as demolisse antes do avanço do fogo em todas as direções." O irmão de Carlos, James, duque de York, ofereceu o uso da Guarda Real para combater o fogo.
O fogo se espalhou rapidamente com o vento forte e, por volta do meio da manhã de domingo, as pessoas abandonaram as tentativas de apagá-lo e fugiram. A massa humana em movimento, com seus pacotes e carrinhos, tornou as ruas intransitáveis para os bombeiros e as carruagens. Pepys pegou uma carruagem de volta à cidade a partir de Whitehall, mas chegou apenas à Catedral de São Paulo antes de ter que descer e continuar a pé. Pedestres com carrinhos de mão e mercadorias ainda estavam em movimento, afastando-se do fogo, pesadamente carregados. Eles depositavam os seus bens valiosos nas igrejas paroquiais, longe da ameaça direta do incêndio.
Pepys encontrou Bloodworth tentando coordenar os esforços de combate ao incêndio e quase desmaiando, "como uma mulher desmaiante", gritando lamentavelmente em resposta à mensagem do rei de que ele estava derrubando casas: "Mas o fogo nos alcança mais rápido do que conseguimos fazer isso". Segurando a sua "dignidade e autoridade cívica", ele recusou a oferta de mais soldados de James e então foi para casa descansar. O rei Carlos II desceu de Whitehall na barca real para inspecionar a cena. Ele descobriu que as casas ainda não estavam sendo derrubadas, apesar das garantias de Bloodworth a Pepys, e ignorou ousadamente a autoridade de Bloodworth para ordenar demolições em massa a oeste da zona do fogo.
Na tarde de domingo, o incêndio se transformou numa tempestade de fogo ardente que criou o seu próprio clima. Uma tremenda ascensão de ar quente acima das chamas foi impulsionada pelo efeito chaminé, sempre que as restrições estreitavam a corrente de ar, como no espaço apertado entre os edifícios com janelas salientes, o que deixou um vácuo ao nível do solo. Os ventos fortes que se formaram a partir disso alimentaram as chamas. O incêndio dirigiu-se em direção ao centro da cidade "num arco largo e em forma de arco". Na noite de domingo, "já era o incêndio mais destruidor a atingir Londres na memória viva", tendo percorrido 500 metros (1.600 pés) ao longo do rio.

### Segunda-feira

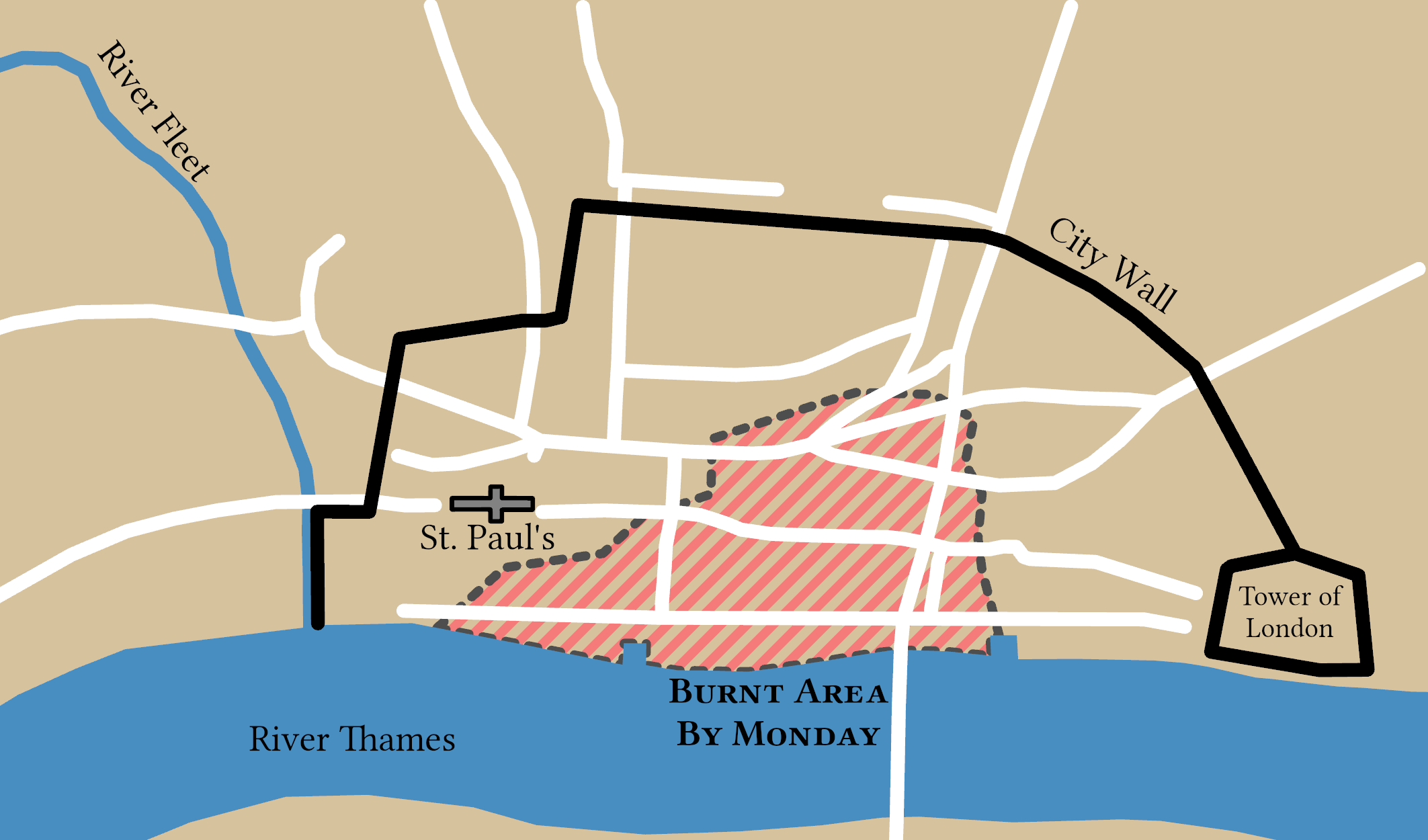
O dano aproximado até a noite de segunda-feira, 3 de setembro, é delineado por traços (a origem do incêndio na Pudding Lane é uma rua vertical curta na área de dano à direita inferior)

Ao longo de segunda-feira, o fogo se espalhou para o oeste e norte. O avanço para o sul foi na maioria interrompido pelo rio, mas havia incendiado as casas da Ponte de Londres e estava ameaçando atravessar a ponte e colocar em risco o bairro de Southwark, na margem sul do rio. A Ponte de Londres, a única conexão física entre a cidade e o lado sul do rio Tamisa, já havia sido observada como uma armadilha mortal no incêndio de 1633. No entanto, Southwark foi preservada por um espaço aberto entre os edifícios na ponte, que funcionou como uma faixa de contenção contra o fogo.
O avanço do fogo para o norte alcançou "o coração financeiro da cidade". As casas dos banqueiros na Lombard Street começaram a pegar fogo na tarde de segunda-feira, o que gerou uma corrida para resgatar as suas pilhas de moedas de ouro antes que derretessem. Vários observadores enfatizam o desespero e a impotência que pareciam tomar conta dos londrinos neste segundo dia, e a falta de esforços para salvar os bairros ricos e modernos que agora estavam ameaçados pelas chamas, como o Royal Exchange — que combinava bolsa de valores e centro comercial — e as lojas de bens de consumo luxuosos em Cheapside. O Royal Exchange pegou fogo no final da tarde, e foi reduzido a uma "casca fumegante" em poucas horas. John Evelyn, cortesão e diarista, escreveu:
| “ | O incêndio foi tão abrangente, e as pessoas tão atônitas, que desde o início, não sei por qual desânimo ou destino, mal se mexeram para apagá-lo, de modo que não se ouvia nem se via nada além de gritos e lamentações, correndo como criaturas distraídas sem tentar salvar sequer os seus bens, tamanha a estranha consternação que se abateu sobre elas. | ” |

Evelyn morava em Deptford, a quatro milhas (6 km) de distância da cidade, e por isso não viu os estágios iniciais do desastre. Ele foi de carruagem até Southwark na segunda-feira, juntando-se a muitas outras pessoas da alta sociedade, para ver a vista que Pepys havia observado no dia anterior da cidade em chamas do outro lado do rio. O incêndio estava muito maior agora: "a cidade inteira em chamas horríveis perto da margem do rio; todas as casas da Ponte, toda a Thames-street e em direção a Cheapside, até os Three Cranes, agora haviam sido consumidas". À noite, Evelyn relatou que o rio estava coberto de embarcações e barcos fazendo a sua fuga carregados com bens. Ele observou um grande êxodo de carruagens e pedestres pelos estreitos portões da cidade, em direção aos campos abertos ao norte e ao leste, "que por muitas milhas estavam cobertos de móveis de todos os tipos, e tendas sendo montadas para abrigar tanto as pessoas quanto os bens que conseguiam levar. Oh, o espetáculo miserável e calamitoso!"

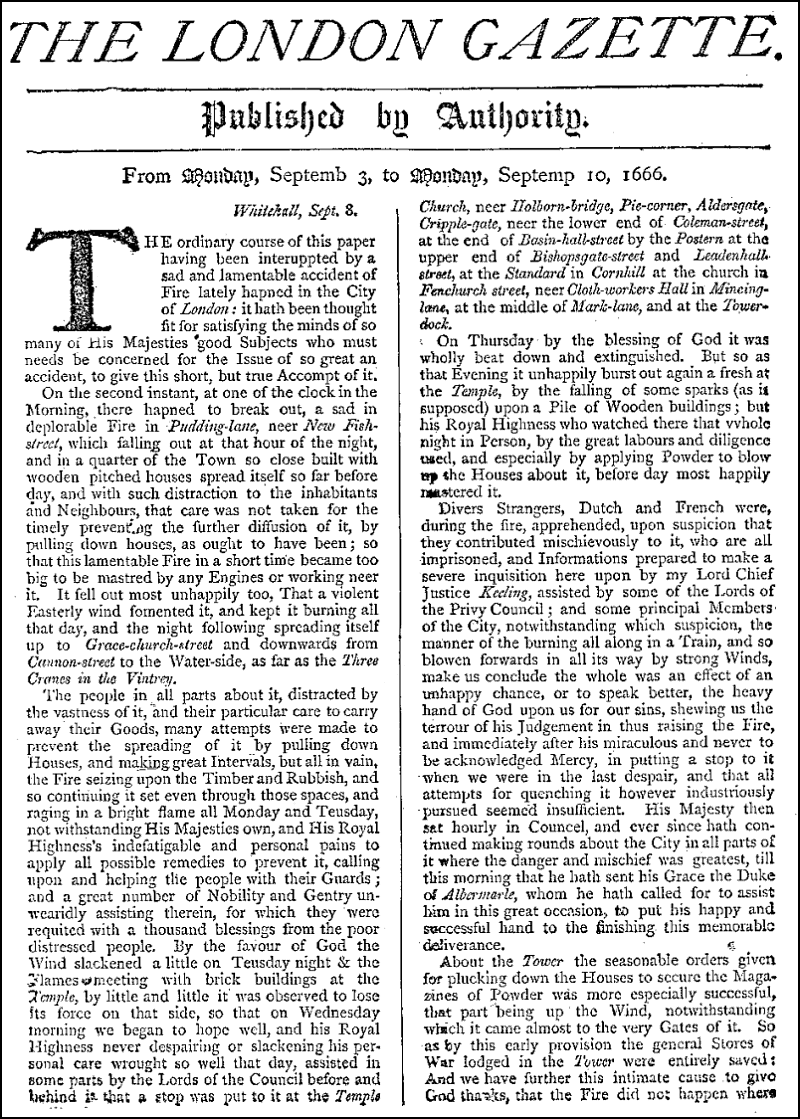
The London Gazette de 3 a 10 de setembro, com uma reprodução da página inicial, contém um relato sobre o Grande Incêndio

Logo surgiu a suspeita na cidade ameaçada de que o incêndio não havia sido um acidente. Os ventos turbulentos carregavam faíscas e flocos em chamas por grandes distâncias, fazendo com que se alojassem em telhados de palha e calhas de madeira, provocando incêndios em casas aparentemente não relacionadas, muito distantes da sua origem. Isso gerou rumores de que novos incêndios estavam sendo intencionalmente provocados. Estrangeiros foram imediatamente suspeitos devido à Segunda Guerra Anglo-Holandesa em andamento. O medo e a desconfiança se transformaram em certeza na segunda-feira, quando circulavam relatos de invasão iminente e de agentes estrangeiros disfarçados sendo vistos lançando "barrilzinhos de fogo" nas casas, ou sendo pegos com granadas, ou fósforos. Houve uma onda de violência nas ruas.
Os medos de terrorismo receberam um impulso adicional com a interrupção das comunicações e das notícias. O Escritório Geral de Correspondência, na Threadneedle Street, por onde passava a correspondência para todo o país, foi consumido pelo fogo na manhã de segunda-feira. A London Gazette conseguiu publicar a sua edição de segunda-feira antes que as instalações da impressora fossem atingidas pelas chamas. As suspeitas se transformaram em pânico e paranoia coletiva na segunda-feira, e tanto as Trained Bands quanto os Coldstream Guards focaram menos no combate ao fogo e mais em capturar estrangeiros e qualquer pessoa que parecesse suspeita, prendendo-os, resgatando-os de multidões ou fazendo ambas as coisas.
Os habitantes, especialmente a classe alta, estavam ficando desesperados para remover os seus pertences da cidade. Isso gerou uma fonte de renda para os pobres capazes, que se contratavam como carregadores (às vezes simplesmente roubando os bens), sendo especialmente lucrativo para os proprietários de carros e barcos. Alugar um carro custava alguns xelins na semana anterior ao incêndio; na segunda-feira, o preço subiu para até 40 libras, uma fortuna equivalente a cerca de 133 000 libras em 2021. Parece que todos os proprietários de carros e barcos da área de Londres aproveitaram essas oportunidades, com os carros se esbarrando nos portões estreitos enquanto os habitantes em pânico tentavam sair. O caos nos portões foi tamanho que os magistrados ordenaram brevemente que os portões fossem fechados, na esperança de desviar a atenção dos habitantes de salvaguardar os seus próprios bens para o combate ao incêndio: "para que, sem esperanças de salvar o que restava, pudessem se empenhar mais desesperadamente no combate ao fogo."
Na segunda-feira, começou a ação organizada, embora a ordem tenha se desfeito nas ruas, especialmente nos portões, e o incêndio continuasse sem controle. Bloodworth, como Lord Mayor, era responsável pela coordenação do combate ao fogo, mas havia aparentemente deixado a cidade; seu nome não é mencionado em nenhum relato contemporâneo dos eventos de segunda-feira. Nesse estado de emergência, o Rei colocou o seu irmão James, Duque de York, no comando das operações. James estabeleceu postos de comando na periferia do incêndio. Três cortesãos foram designados para cada posto, com autoridade concedida por Carlos para ordenar demolições. James e os seus guardas reais percorreram as ruas durante toda a segunda-feira, "resgatando estrangeiros da multidão" e tentando manter a ordem. "O Duque de York conquistou os corações do povo com os seus esforços contínuos e incansáveis, dia e noite, para apagar o fogo", escreveu uma testemunha numa carta de 8 de setembro.
Na noite de segunda-feira, as esperanças foram frustradas de que as imponentes paredes de pedra do Baynard's Castle, em Blackfriars, conseguissem deter o avanço das chamas, o contraponto ocidental da Torre de Londres. Este histórico palácio real foi completamente consumido pelo fogo, queimando durante toda a noite.

### Terça-feira

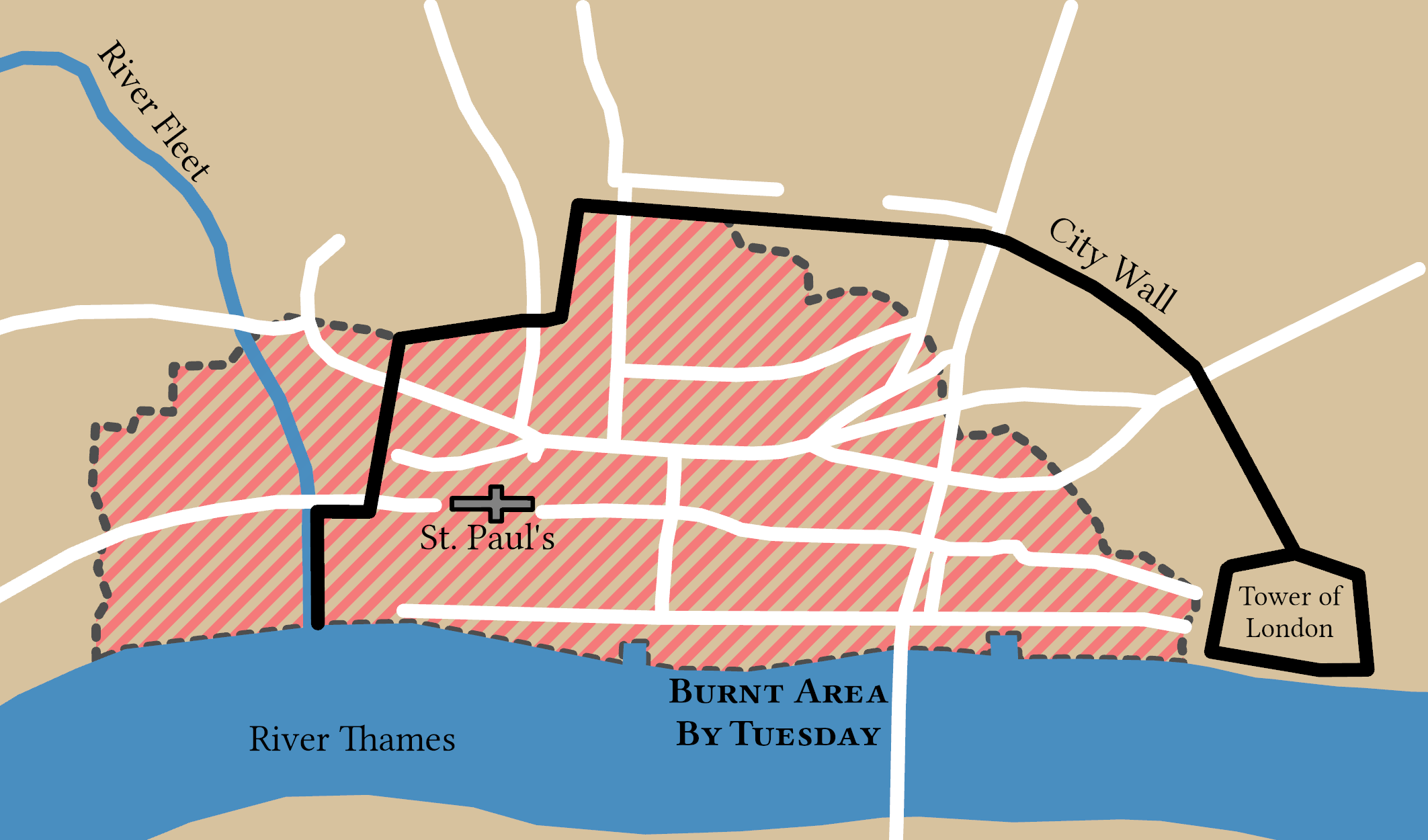
Danos aproximados na noite de terça-feira, 4 de setembro. O fogo não se espalhou significativamente na quarta-feira, 5 de setembro

Terça-feira, 4 de setembro, foi o dia de maior destruição. O posto de comando do Duque de York em Temple Bar, onde a Strand encontra a Fleet Street, tinha como objetivo conter o avanço do fogo em direção ao Palácio de Whitehall. Ele esperava que o Rio Fleet atuasse como uma barreira natural, montando uma defesa com os seus bombeiros desde a Fleet Bridge até o Tâmisa. No entanto, na madrugada de terça-feira, as chamas ultrapassaram o Fleet e os flanquearam, impulsionadas pelo persistente vento leste, forçando-os a recuar.
Na manhã de terça-feira, o fogo rompeu a ampla e luxuosa rua comercial de Cheapside. Os bombeiros sob o comando de James criaram um grande corta-fogo ao norte do incêndio, embora ele tenha sido rompido em vários pontos. Durante o dia, as chamas começaram a avançar para o leste, partindo do bairro de Pudding Lane, indo diretamente contra o vento leste predominante e em direção à Torre de Londres, onde estavam armazenados explosivos. A guarnição da Torre, após esperar o dia todo pela ajuda solicitada aos bombeiros oficiais de James, que estavam ocupados no oeste, tomou a iniciativa e criou corta-fogos ao explodir casas em larga escala nos arredores, detendo o avanço do fogo.

Todos acreditavam que a Catedral de São Paulo era um refúgio seguro, com as suas grossas paredes de pedra e um corta-fogo natural formado por uma ampla praça vazia ao redor. Ela havia sido lotada com bens resgatados, e a sua cripta estava cheia dos estoques compactados de impressores e livreiros da adjacente Paternoster Row. No entanto, o edifício estava coberto por andaimes de madeira, devido a uma restauração gradual conduzida por Christopher Wren. Na noite de terça-feira, os andaimes pegaram fogo. Em meia hora, o telhado de chumbo estava derretendo, e os livros e papéis na cripta estavam queimando. A catedral rapidamente se tornou uma ruína.

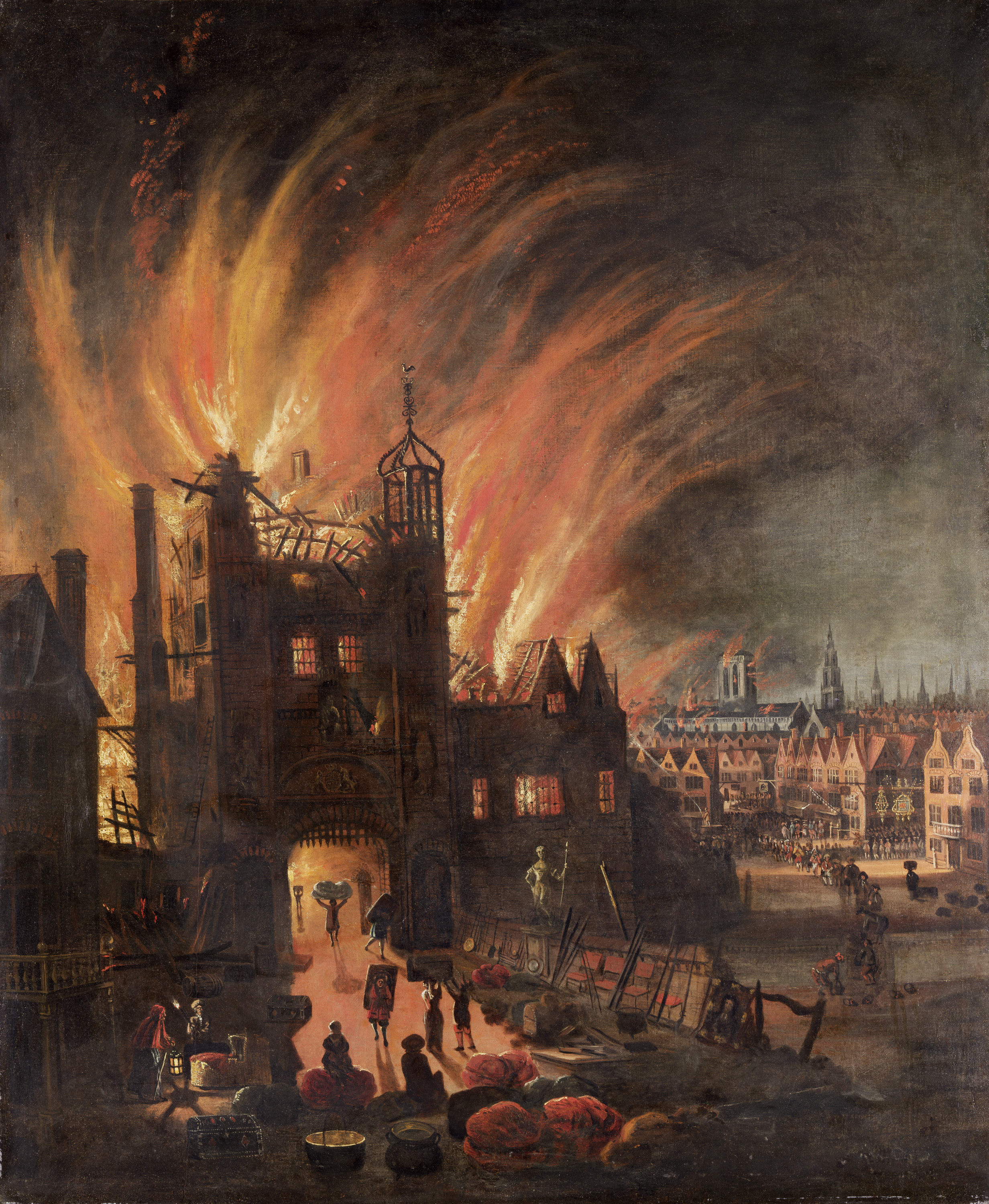
Ludgate em chamas, com a Catedral de São Paulo ao fundo (torre quadrada sem a agulha) agora pegando fogo. Pintura a óleo de artista anônimo, c. 1670

### Quarta-feira
O vento diminuiu na noite de terça-feira, e os corta-fogos criados pela guarnição finalmente começaram a surtir efeito na quarta-feira, 5 de setembro. Pepys subiu ao campanário da Igreja de Barking, de onde observou a Cidade destruída, "a visão de desolação mais triste que já vi". Ainda havia muitos focos de incêndio queimando separadamente, mas o Grande Incêndio havia terminado. Levou algum tempo até que os últimos vestígios fossem extintos: carvão ainda queimava em porões dois meses depois.
Em Moorfields, um grande parque público imediatamente ao norte da Cidade, havia um enorme acampamento de refugiados desabrigados. Evelyn ficou horrorizado com o número de pessoas aflitas que o preenchiam, algumas sob tendas, outras em barracos improvisados: "Muitos [estavam] sem um trapo ou qualquer utensílio necessário, cama ou abrigo... reduzidos à mais extrema miséria e pobreza." A maioria dos refugiados acampava em qualquer área disponível e não queimada nas proximidades, na esperança de salvar algo das suas casas. O clima estava agora tão volátil que Carlos temia uma rebelião em grande escala contra a monarquia. A produção e distribuição de alimentos haviam sido interrompidas a ponto de inexistir; Carlos anunciou que suprimentos de pão seriam trazidos para a Cidade diariamente, com mercados montados ao longo do perímetro.
Os temores de terroristas estrangeiros e de uma invasão francesa e holandesa estavam mais altos do que nunca entre as vítimas traumatizadas pelo incêndio. Na noite de quarta-feira, houve pânico nos acampamentos em Parliament Hill, Moorfields e Islington: uma luz no céu sobre Fleet Street deu origem ao boato de que 50.000 imigrantes franceses e holandeses haviam se levantado e estavam marchando em direção a Moorfields para matar e saquear. Invadindo as ruas, a multidão assustada atacou qualquer estrangeiro que encontrasse, sendo empurrada de volta para os campos pelas Trained Bands, tropas de Life Guards e membros da corte. A luz revelou-se um reacendimento ao leste de Inner Temple, aonde grandes partes queimaram, apesar do esforço de conter o fogo demolindo a Paper House.

## Mortes e destruição

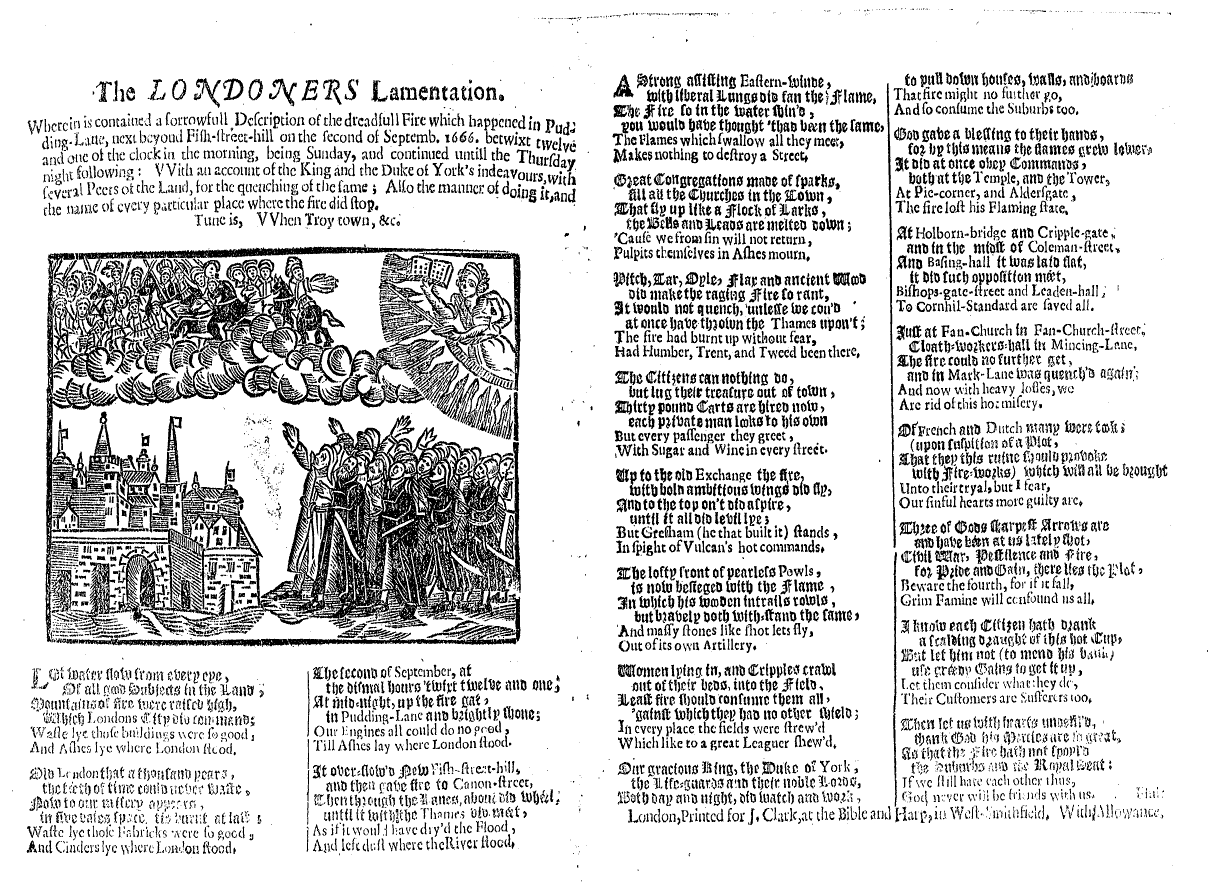
A Lamentação dos londrinos, uma balada publicada em 1666, relatando o incêndio e os limites da sua destruição

Apenas algumas mortes foram oficialmente registradas como resultado do Grande Incêndio de Londres, e tradicionalmente acredita-se que o número tenha sido baixo. Porter estima seis óbitos, enquanto Tinniswood menciona que "foi de apenas um dígito", embora reconheça que algumas mortes podem não ter sido registradas e que, além das mortes diretas por queimaduras e inalação de fumaça, refugiados também pereceram nos acampamentos improvisados. Field argumenta que o número "pode ter sido maior do que a cifra tradicional de seis, mas é improvável que tenha chegado às centenas". Ele observa que o London Gazette "não registrou uma única fatalidade" e que, caso houvesse um número significativo de mortes, isso teria sido refletido em relatos polêmicos e petições por caridade.
Hanson contesta a ideia de que houve poucas mortes, enumerando casos conhecidos de mortes por fome e exposição entre sobreviventes do incêndio, "amontoados em barracos ou vivendo entre as ruínas que outrora foram suas casas" durante o rigoroso inverno que se seguiu. Acredita-se que o dramaturgo James Shirley e a sua esposa tenham morrido dessa forma. Hanson argumenta que "é difícil acreditar que os únicos papistas ou estrangeiros espancados até a morte ou linchados tenham sido aqueles resgatados pelo Duque de York", que os números oficiais pouco dizem sobre o destino dos pobres não documentados e que o calor no núcleo das tempestades de fogo era muito maior do que o de um incêndio comum numa casa, sendo suficiente para consumir completamente os corpos ou deixar apenas fragmentos esqueléticos. Ele sugere que o número de mortes foi de "várias centenas e possivelmente vários milhares".
A destruição material foi estimada em 13 200 a 13 500 casas, 86 ou 87 igrejas paroquiais, 44 sedes de corporações, a Royal Exchange, a Alfândega, a Catedral de São Paulo, o Palácio de Bridewell e outras prisões da cidade, o General Letter Office e os três portões ocidentais da cidade—Ludgate, Newgate e Aldersgate. O valor monetário da perda foi calculado em cerca de 9 a 10 milhões de libras (equivalente a 2,13 bilhões de libras em 2023). François Colsoni afirma que os livros perdidos foram avaliados em 150 000 mil libras. Evelyn relatou ter visto até "200 000 pessoas de todas as classes e posições dispersas, deitadas sobre os montes do que conseguiram salvar" nos campos em direção a Islington e Highgate. O incêndio destruiu aproximadamente 15% das habitações da cidade.
O Tribunal dos Aldermanos procurou começar rapidamente a limpeza dos destroços e a reestabelecer o fornecimento de alimentos. Até o sábado após o incêndio, "os mercados estavam funcionando bem o suficiente para suprir a população" em Moorfields. Carlos II incentivou os desabrigados a se afastarem de Londres e se estabelecerem em outros lugares, emitindo imediatamente uma proclamação que "todas as Cidades e Vilas, sem qualquer contradição, receberiam as ditas pessoas aflitas e lhes permitiriam o livre exercício das suas profissões manuais". Proclamações reais foram emitidas para proibir que as pessoas "se preocupassem com rumores de tumultos" e para instituir uma coleta nacional de caridade para apoiar as vítimas do incêndio. O relato oficial do incêndio na London Gazette concluiu que o incêndio foi um acidente: "destacando o papel de Deus no início das chamas e do rei em ajudar a detê-las".
Apesar disso, os moradores tendiam a colocar a culpa pelo incêndio nos estrangeiros, particularmente nos católicos, franceses e holandeses. As tropas treinadas foram colocadas em guarda e estrangeiros foram presos em várias localidades da Inglaterra. Um exemplo do impulso de identificar bodes expiatórios para o incêndio foi a aceitação da confissão de um relojoeiro francês de mente simples, Robert Hubert, que alegou ser membro de uma gangue que teria iniciado o Grande Incêndio em Westminster. Mais tarde, ele alterou a sua história, dizendo que havia iniciado o incêndio na padaria em Pudding Lane. Hubert foi condenado, apesar de algumas dúvidas sobre a sua capacidade de se defender, e enforcado em Tyburn no dia 29 de outubro de 1666. Após a sua morte, ficou claro que ele estava a bordo de um navio no Mar do Norte e só chegou a Londres dois dias depois do início do incêndio.
Foi estabelecido um comitê para investigar a causa do Grande Incêndio, presidido por Sir Robert Brooke. O comitê recebeu várias denúncias alegando uma conspiração de estrangeiros e católicos para destruir Londres.  O relatório do comitê foi apresentado ao Parlamento em 22 de janeiro de 1667. As versões do relatório que foram publicadas concluíram que Hubert era um dos vários conspiradores católicos responsáveis por iniciar o incêndio.
No exterior, nos Países Baixos, o Grande Incêndio de Londres foi visto como uma retribuição divina pela "Holmes's Bonfire", a queima de uma cidade holandesa pelos ingleses durante a Segunda Guerra Anglo-Holandesa. Na Itália, um panfleto circulou comparando Londres "a Lúcifer na sua arrogância orgulhosa e a sua queda espetacular". Na Espanha, o incêndio foi visto como uma "parábola da perversidade protestante".
Em 5 de outubro, Marc Antonio Giustinian, embaixador veneziano na França, relatou ao Doge de Veneza e ao Senado que Luís XIV declarou que não "celebraria o ocorrido, sendo um acidente deplorável que causou sofrimento a tantas pessoas infelizes". Luís ofereceu à sua tia, a rainha britânica Henriqueta Maria, enviar alimentos e outros bens que pudessem aliviar a situação dos londrinos, mas deixou claro que via "o incêndio de Londres como um golpe de sorte para ele", pois reduzia o risco de navios franceses atravessarem o Canal da Mancha e serem capturados ou afundados pela frota inglesa. Apesar de tentar tirar proveito da situação, uma tentativa de uma frota franco-holandesa de se unir a uma frota holandesa maior terminou em fracasso em 17 de setembro, na Batalha de Dungeness, quando encontraram uma frota inglesa superior liderada por Thomas Allin.

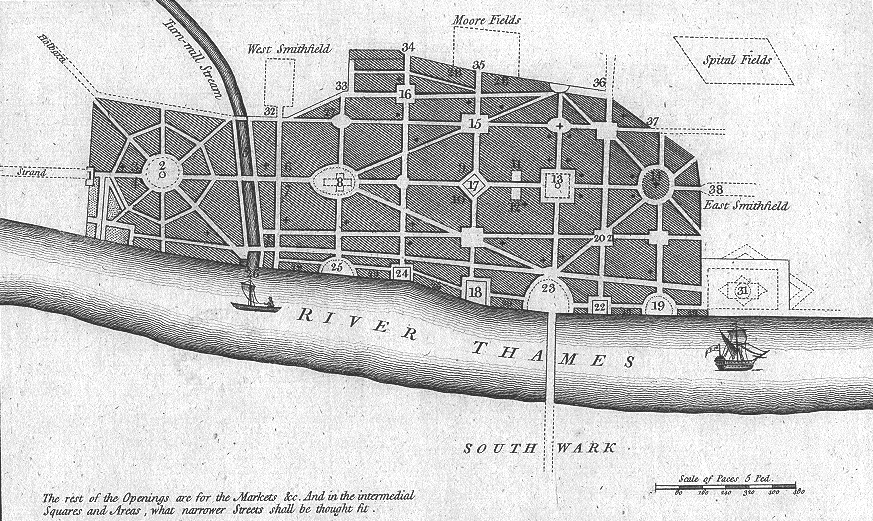
O plano de John Evelyn, nunca realizado, para reconstruir uma Cidade de Londres radicalmente diferente

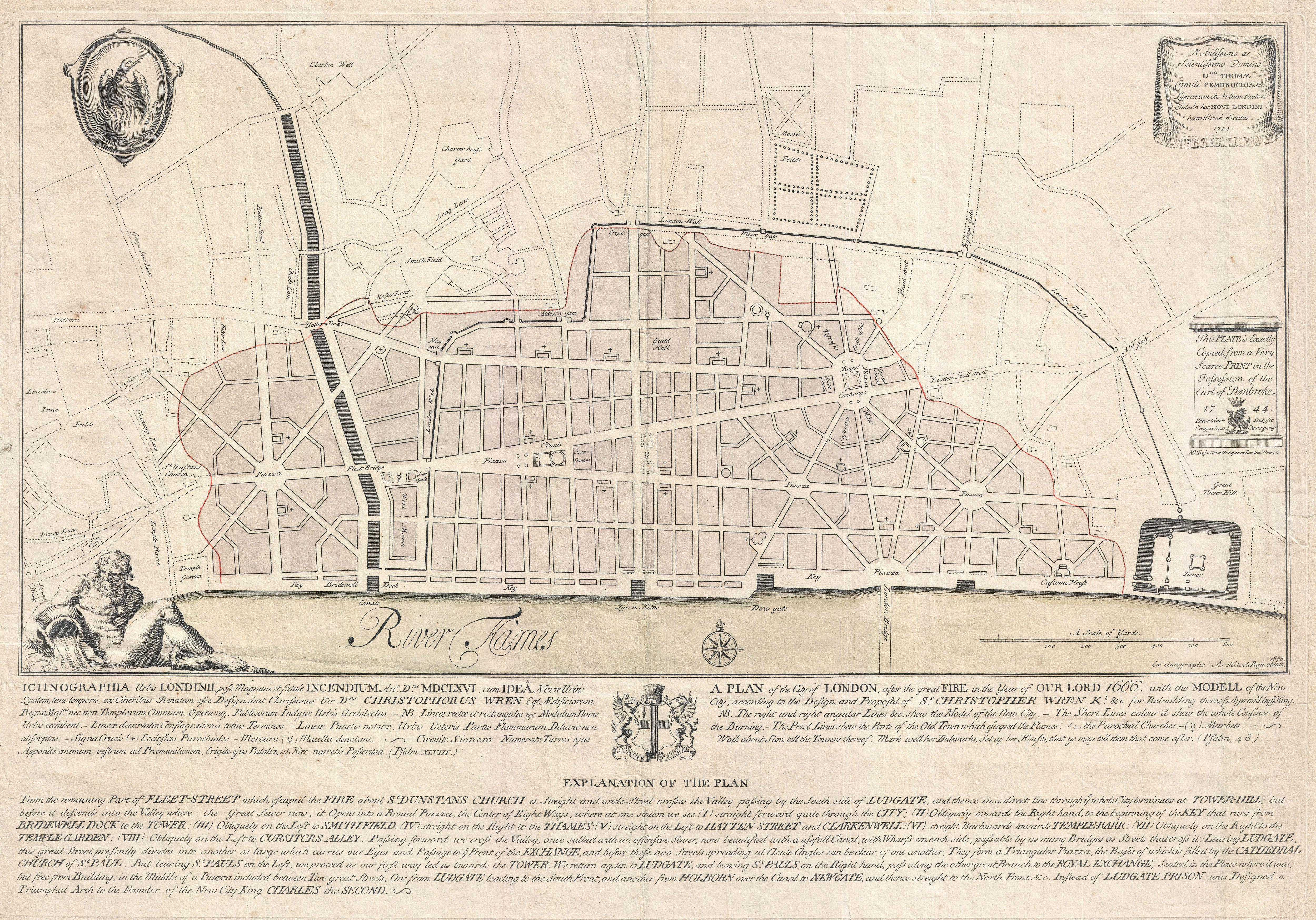
O plano de Christopher Wren, rejeitado, para a reconstrução de Londres

Um tribunal especial de incêndio foi estabelecido de fevereiro de 1667 a dezembro de 1668, e novamente de 1670 a fevereiro de 1676. O objetivo do tribunal, autorizado pelo Fire of London Disputes Act de 1666 e pelo Rebuilding of London Act de 1670, era resolver disputas entre inquilinos e proprietários e decidir quem deveria reconstruir, com base na capacidade de pagamento. Os casos eram ouvidos e um veredito era geralmente dado no mesmo dia; sem o Fire Court, os longos processos legais teriam seriamente atrasado a reconstrução necessária para que Londres se recuperasse.
Esquemas radicais de reconstrução foram apresentados para a cidade devastada e foram incentivados por Charles. Além de Wren e Evelyn, sabe-se que Robert Hooke, Valentine Knight e Richard Newcourt propuseram planos de reconstrução. Todos eram baseados num sistema de grade, que se tornou prevalente na paisagem urbana americana. Se Londres tivesse sido reconstruída sob alguns desses planos, poderia ter rivalizado com Paris em magnificência barroca. Segundo o arqueólogo John Schofield, o plano de Wren "teria provavelmente incentivado a cristalização das classes sociais em áreas separadas", semelhante à renovação de Haussmann em Paris em meados de 1800. O plano de Wren foi particularmente desafiador de implementar devido à necessidade de redefinir os títulos de propriedade.
A Coroa e as autoridades da cidade tentaram negociar uma compensação pela remodelação em grande escala que esses planos implicavam, mas essa ideia irrealista teve de ser abandonada. As exortações para trazer trabalhadores e medir os terrenos onde as casas haviam ficado foram na maioria ignoradas pelas pessoas preocupadas com a sobrevivência cotidiana, assim como por aquelas que haviam deixado a capital; por um lado, com a escassez de mão de obra após o incêndio, era impossível garantir trabalhadores para esse fim.
Em vez disso, grande parte do antigo plano de ruas foi recriado na nova cidade. De acordo com Michael Hebbert, esse processo "acelerou o desenvolvimento de técnicas científicas de levantamento e cartográficas", incluindo o desenvolvimento de mapas urbanos icnográficos. A reconstrução trouxe melhorias na higiene e na segurança contra incêndios: ruas mais largas, cais abertos e acessíveis ao longo do rio Tâmisa, sem casas obstruindo o acesso ao rio, e, mais importante, edifícios construídos de tijolo e pedra, e não de madeira. O Rebuilding of London Act de 1666 proibiu o uso de madeira na parte externa dos edifícios, regulamentou o custo dos materiais de construção e os salários dos trabalhadores, e estabeleceu um período de reconstrução de três anos, após o qual o terreno poderia ser vendido. Foi imposta uma taxa sobre o carvão para apoiar os custos de reconstrução cívica. A maioria da reconstrução privada foi concluída em 1671. Novos edifícios públicos foram criados nos locais dos seus predecessores, incluindo a Catedral de São Paulo e as 51 novas igrejas de Christopher Wren.
O economista inglês Nicholas Barbon remodelou ilegalmente Londres com os seus próprios esquemas de reconstrução, que desenvolveram as áreas de Strand, St. Giles, Bloomsbury e Holborn. Esses projetos foram concluídos apesar das restrições rigorosas que estabeleciam ser ilegal construir entre a City de Londres e Westminster.

## Impacto

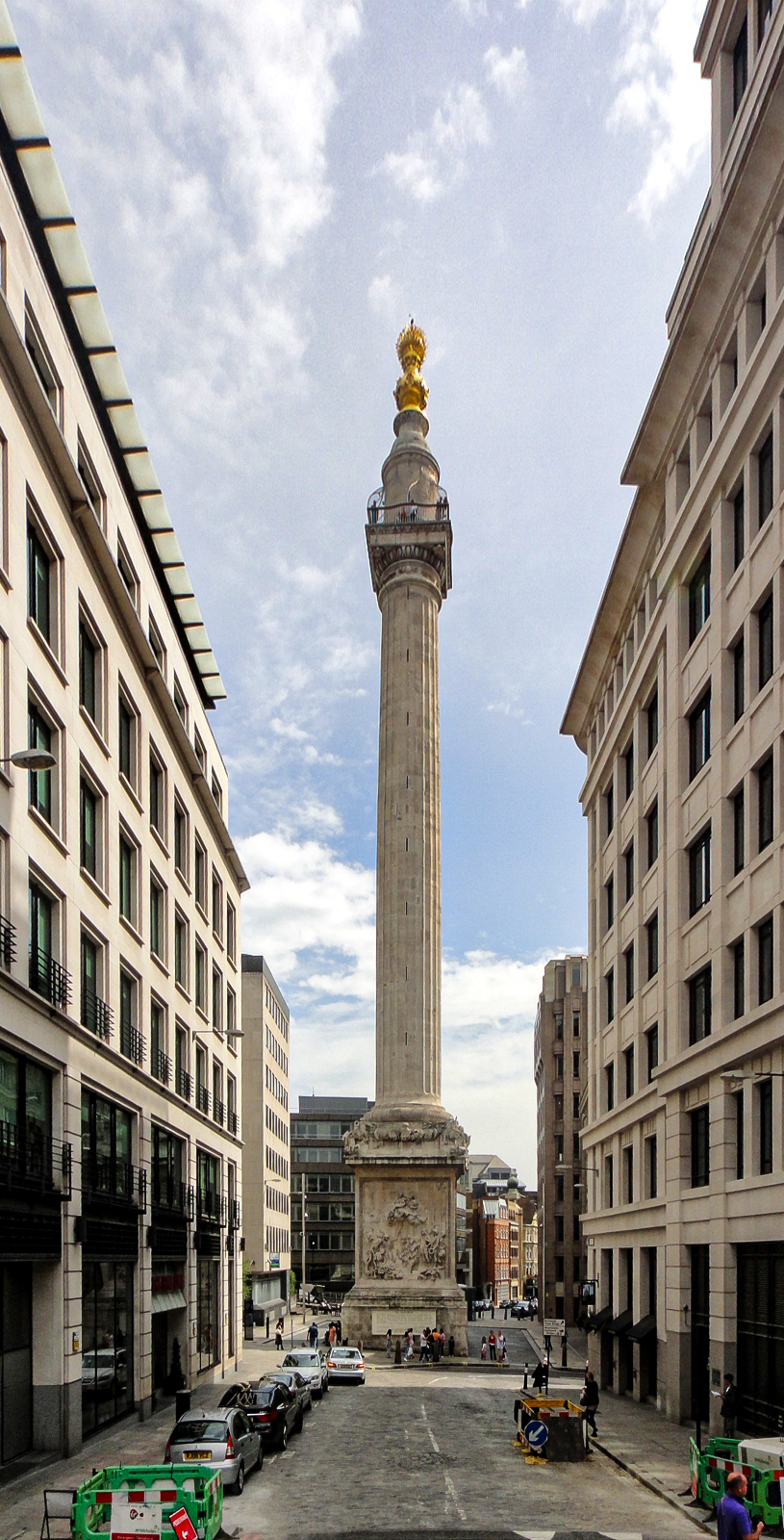
O Monumento ao Grande Incêndio de Londres, de 1677, está localizado perto da reconstruída London Bridge, no local de uma igreja perdida, St Margaret, New Fish Street.

Além das mudanças físicas em Londres, o Grande Incêndio teve um impacto significativo nas esferas demográfica, social, política, econômica e cultural. O incêndio "causou o maior deslocamento da estrutura residencial de Londres na sua história até o Blitz". As áreas a oeste de Londres receberam o maior número de novos residentes, mas houve um aumento geral na densidade populacional dos subúrbios ao redor de Londres. Aproximadamente 9 000 novas casas foram construídas na área onde mais de 13 000 haviam sido destruídas, e, em 1674, milhares dessas casas ainda estavam desocupadas. Os inquilinos que permaneceram em Londres viram uma diminuição significativa nos custos dos seus aluguéis.
O incêndio interrompeu seriamente a atividade comercial, pois os estabelecimentos e os estoques foram destruídos, e as vítimas enfrentaram grandes dívidas e custos de reconstrução. Como resultado, a recuperação econômica foi lenta. A City of London Corporation tomou grandes empréstimos para financiar a sua reconstrução, entrando em default em 1683; como consequência, teve os seus privilégios retirados por Charles. O distrito comercial de Londres teve grandes vacâncias, já que os comerciantes que haviam deixado a cidade se reassentaram em outros lugares. Fundações de caridade sofreram grandes perdas financeiras devido aos custos diretos relacionados ao incêndio, assim como pela perda de renda com aluguel. Apesar desses fatores, Londres manteve a sua "preeminência econômica" devido ao acesso às rotas de navegação e ao seu papel central na vida política e cultural da Inglaterra.
De acordo com Jacob Field, "a reação ao incêndio revelou a hostilidade de longa data da Inglaterra em relação aos católicos, que se manifestava de forma mais visível em momentos de crise". Alegações de que católicos haviam iniciado o incêndio foram exploradas como uma poderosa propaganda política pelos opositores da corte pró-católica de Carlos II, principalmente durante a Conspiração Papista e a crise da exclusão mais tarde no seu reinado. A perspectiva realista do incêndio como acidental foi contrariada pela visão Whig, que questionava a lealdade dos católicos em geral e do duque de York em particular.
Em 1667, novas e rigorosas regulamentações contra incêndios foram impostas em Londres para reduzir o risco de futuros incêndios e permitir que qualquer incêndio que ocorresse fosse mais facilmente extinto. O incêndio resultou no surgimento das primeiras companhias de seguros, começando com o Fire Office de Nicholas Barbon. Essas companhias contrataram bombeiros privados e ofereceram incentivos para clientes que tomassem medidas para prevenir incêndios — por exemplo, uma taxa mais barata para edifícios de tijolo em comparação com os de madeira. A confusão entre os esforços de combate a incêndios das paróquias e os privados levou as companhias de seguros, em 1832, a formar uma unidade combinada de combate a incêndios, que eventualmente se tornaria a London Fire Brigade. O incêndio levou a um foco nos códigos de construção para restringir a propagação do fogo entre as unidades.
A epidemia da Grande Peste de Londres de 1665 é acreditada como tendo matado um sexto dos habitantes de Londres, ou 80 000 pessoas. Às vezes, sugere-se que o incêndio salvou vidas a longo prazo ao destruir tantas moradias insalubres com os seus ratos e pulgas, que transmitiam a peste, já que as epidemias de peste não se repetiram em Londres após o incêndio. Durante a epidemia de peste em Bombaim, dois séculos depois, essa crença levou à queima de cortiços como medida antípeste. A sugestão de que o incêndio impediu novos surtos é contestada; o Museu de Londres identifica isso como um mito comum sobre o incêndio.
Por iniciativa de Carlos, um Monumento ao Grande Incêndio de Londres foi erguido perto de Pudding Lane, projetado por Christopher Wren e Robert Hooke, com 61 metros e meio (202 pés) de altura. Em 1681, acusações contra os católicos foram adicionadas à inscrição do monumento, que dizia, em parte, "A febre papista que causou tais horrores, ainda não se apagou". A inscrição permaneceu até após a passagem do Roman Catholic Relief Act de 1829, quando foi removida em 1830, após uma campanha bem-sucedida do advogado da cidade, Charles Pearson. Outro monumento marca o local onde se diz que o incêndio tenha se extinguido: o Golden Boy of Pye Corner, em Smithfield.
Embora nunca tenha sido implementado, o plano de Wren para a reconstrução de Londres teve um impacto cultural significativo. A decisão de não implementar o plano foi criticada por autores posteriores, como Daniel Defoe, e foi frequentemente citada por defensores da saúde pública. Também teve grande destaque em livros didáticos para a nascente disciplina de planejamento urbano e foi referenciado em relatórios sobre a reconstrução de Londres após a Segunda Guerra Mundial. A apresentação do plano por Wren foi o tema de um selo da Royal Mail emitido em 2016, um dos seis de um conjunto comemorando o 350.º aniversário do Grande Incêndio.
As respostas culturais ao Grande Incêndio surgiram em poesias, "um dos principais meios de comunicação na Inglaterra do século XVII", assim como em sermões religiosos. Pelo menos 23 poemas foram publicados no ano seguinte ao incêndio. Obras culturais mais recentes que abordam o Grande Incêndio incluem o romance de 1841 Old St. Paul's (e a sua adaptação cinematográfica de 1914), o romance de 2006 Forged in the Fire, o drama televisivo de 2014 The Great Fire, e o musical Bumblescratch, que foi apresentado como parte das comemorações do 350.º aniversário do Grande Incêndio.